# Fétichisme de la main

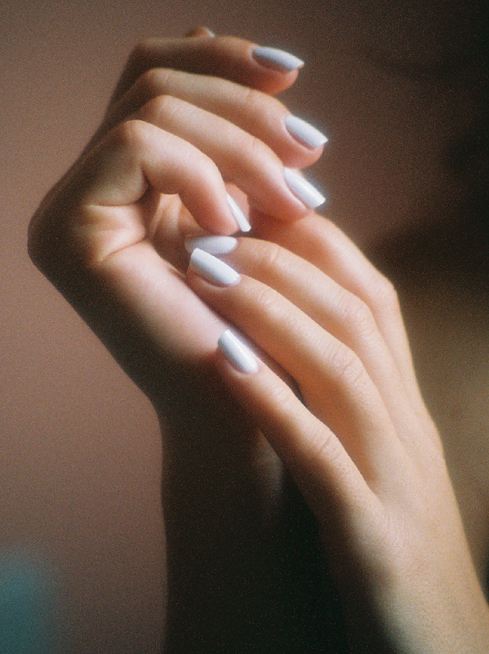
Mains de femme.

Le fétichisme de la main (ou partialisme de la main) est un fétichisme sexuel pour les mains. Il peut concerner une attirance sexuelle pour des zones de la main comme les doigts, la paume, les ongles, ou une attirance envers une action spécifique de la main. Celle-ci peut consister en des tâches considérées non sexuelles, comme se laver les mains ou faire la vaisselle. Ce fétichisme peut se manifester de lui-même en tant qu'interaction physique, ou en tant que fantasme sexuel.
Le fétichisme de la main peut comprendre toute la zone, au-delà des doigts ou des ongles ; il peut inclure la paume, le bras ou le coude.